# Pei (Xuzhou)

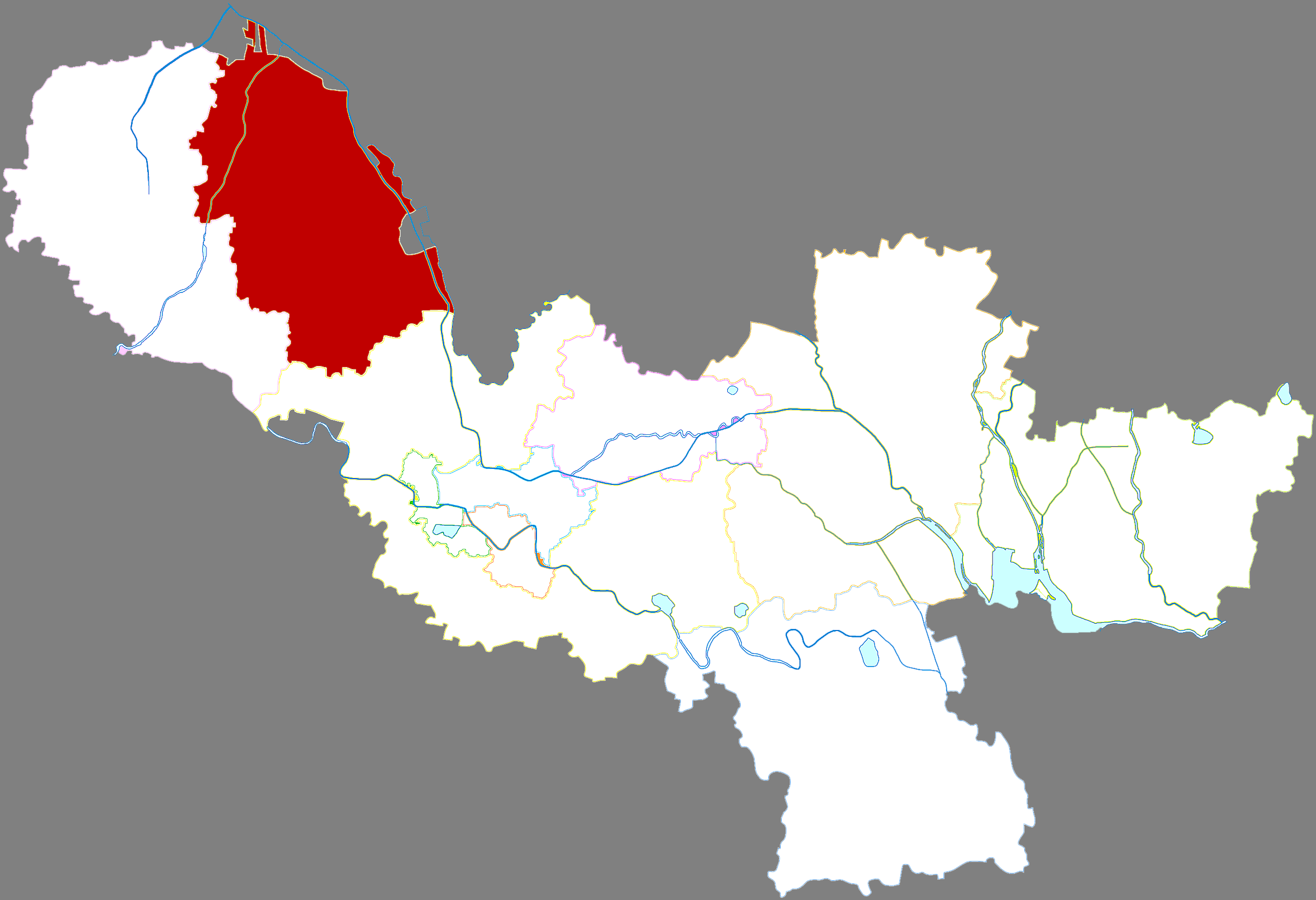
Lage von Pei in Xuzhou

Der Kreis Pei (chinesisch 沛县, Pinyin Pèi Xiàn) liegt im Nordwesten des Verwaltungsgebiets der bezirksfreien Stadt Xuzhou in der Provinz Jiangsu, Volksrepublik China. Er hat eine Fläche von 1806 km², Ende Dezember 2022 lebten dort 1.298.100 registrierte Einwohner, die meisten davon Han-Chinesen, aber auch Hui, Mandschu und zahlreiche kleinere Ethnien.

## Geschichte
Das heutige Kreisgebiet war ursprünglich als „Peimoor“ (沛泽) bekannt und gehörte ab dem 11. Jahrhundert v. Chr. zum Staat Song. Im Jahr 286 v. Chr., gegen Ende der Zeit der Streitenden Reiche, vernichtete eine Allianz der mächtigen Fürstentümer Qi, Chu und Wei den Staat Song. Chu erhielt das Peimoor und gründete dort den Kreis Pei. Nach der Reichseinigung 221 v. Chr. wurde der Kreis Pei von der Qin-Dynastie unverändert übernommen und der Kommandantur Sishui (泗水郡, nicht zu verwechseln mit dem heutigen, weiter nördlich gelegenen Kreis Sishui) unterstellt.

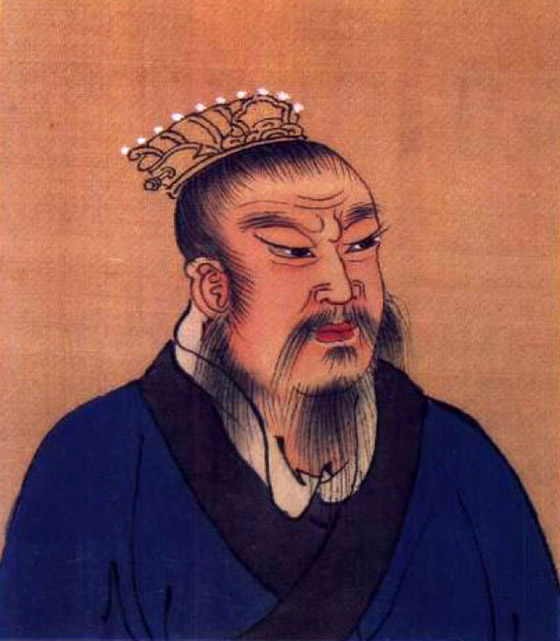
Liu Bang (256–195 v. Chr.)

Liu Bang, der Gründer der Han-Dynastie, stammte aus dem heutigen Kreis Feng (丰邑), damals eine dem Kreis Pei unterstehende Stadt. Nachdem er 206 v. Chr. den Kaiserthron bestiegen hatte, benannte er die Kommandantur Sishui in „Kommandantur Pei“ (沛郡) um. Der Verwaltungssitz der Kommandantur wurde allerdings nicht nach Pei verlegt, sondern verblieb weiterhin im heutigen Huaibei, Provinz Anhui. In der Östlichen Han-Dynastie wurde die Kommandantur Pei in ein erbliches Lehen, das „Fürstentum Pei“ (沛国) umgewandelt, dem nach mehreren Verwaltungsreformen im Jahr 140 neben Pei noch 20 weitere Kreise unterstanden. Nach dem Zusammenbruch der Han-Dynastie und der Gründung des Staates Wei im Jahr 220 wurde das Fürstentum Pei aufgelöst und in die zwei Kommandanturen Pei und Qiao (谯郡) geteilt. Der Kommandantur Pei unterstanden nun einschließlich des Kreises Pei neun Kreise, der Kommandantur Qiao sieben.
Während der Nördlichen Qi-Dynastie (550–577) wurde die Kommandantur Pei aufgelöst, der Kreis Pei wurde der Präfektur Xuzhou unterstellt. Diese administrative Zuordnung wurde bis zum Ende der Kaiserzeit beibehalten. Nachdem im Zuge der Xinhai-Revolution die Revolutionäre Armee (革命军) im Februar 1912 auf ihrem Marsch nach Norden die Präfektur Xuzhou erobert und als administrative Einheit aufgelöst hatte, wurde der Kreis Pei direkt der Provinz Jiangsu unterstellt. Auch während der japanischen Besatzungszeit (1938–1945) blieb Pei direkt der Provinzebene unterstellt, was danach von der Kuomintang-Regierung übernommen wurde.
Nachdem im November 1948 die Rote Armee das gesamte Kreisgebiet erobert hatte, wurde dort die Demokratische Regierung des Kreises Pei (沛县民主政府) eingesetzt und der Kreis der Provinz Shandong zugeordnet. Im Januar 1953 kam Pei dann wieder zu Jiangsu und wurde dort Xuzhou unterstellt. Xuzhou war damals ein Sonderverwaltungsgebiet (专区行政公署). Dieses System der von der Provinz entsandten Lokalbeamten wurde in den 1970er Jahren schrittweise auf eine örtliche Verwaltung umgestellt. In Xuzhou fand dies erst im Januar 1983 statt, als Xuzhou in eine bezirksfreie Stadt umgewandelt wurde, der wiederum der Kreis Pei unterstellt wurde.

## Administrative Gliederung
Auf Gemeindeebene setzt sich der Kreis Pei aus vier Straßenvierteln und dreizehn Großgemeinden zusammen. Diese sind:
- Straßenviertel Datun (大屯街道)
- Straßenviertel Hanxing (汉兴街道)
- Straßenviertel Hanyuan (汉源街道)
- Straßenviertel Peicheng (沛城街道), Sitz der Kreisregierung
- Großgemeinde Anguo (安国镇)
- Großgemeinde Hekou (河口镇)
- Großgemeinde Huzhai (胡寨镇)
- Großgemeinde Jing’an (敬安镇)
- Großgemeinde Longgu (龙固镇)
- Großgemeinde Lulou (鹿楼镇)
- Großgemeinde Qishan (栖山镇)
- Großgemeinde Weimiao (魏庙镇)
- Großgemeinde Wuduan (五段镇)
- Großgemeinde Yangtun (杨屯镇)
- Großgemeinde Zhangzhai (张寨镇)
- Großgemeinde Zhangzhuang (张庄镇)
- Großgemeinde Zhuzhai (朱寨镇)

## Verkehrsanbindung
Der Kreis Pei liegt am Westufer des Kaiserkanals, der es Frachtschiffen der 2000-Tonnen-Klasse ermöglicht, im Norden bis Peking und im Süden bis Hangzhou zu gelangen.
Im Februar 2023 erhielt der Kreis vom Verkehrsministerium der Provinz Jiangsu die Genehmigung, den Hafen um 11 Anlegestellen zu erweitern, was einen Warenumschlag von 5,78 Millionen Tonnen pro Jahr ermöglichen würde, darunter Stückgut sowie 110.000 Zwanzig-Fuß-Standardcontainer.
Über die Staatsstraße S253 besteht südlich von Xuzhou Anschluss an die in Ost-West-Richtung durch China verlaufende Autobahn Lianyungang–Khorgas sowie an den Flughafen Xuzhou-Guanyin (徐州观音国际机场, IATA-Flughafencode: XUZ), ein im Prinzip internationaler Flughafen, von dem im Sommer 2023 jedoch nur noch Inlandsflüge starteten.

## Persönlichkeiten
- Qiu Sen (* 1982), Freestyle-Skier
- Han Xiaopeng (* 1983), Freestyle-Skier
- Zhu Yangzhu (* 1986), Raumfahrer
- Qi Guangpu (* 1990), Freestyle-Skier